# Cathay Pacific

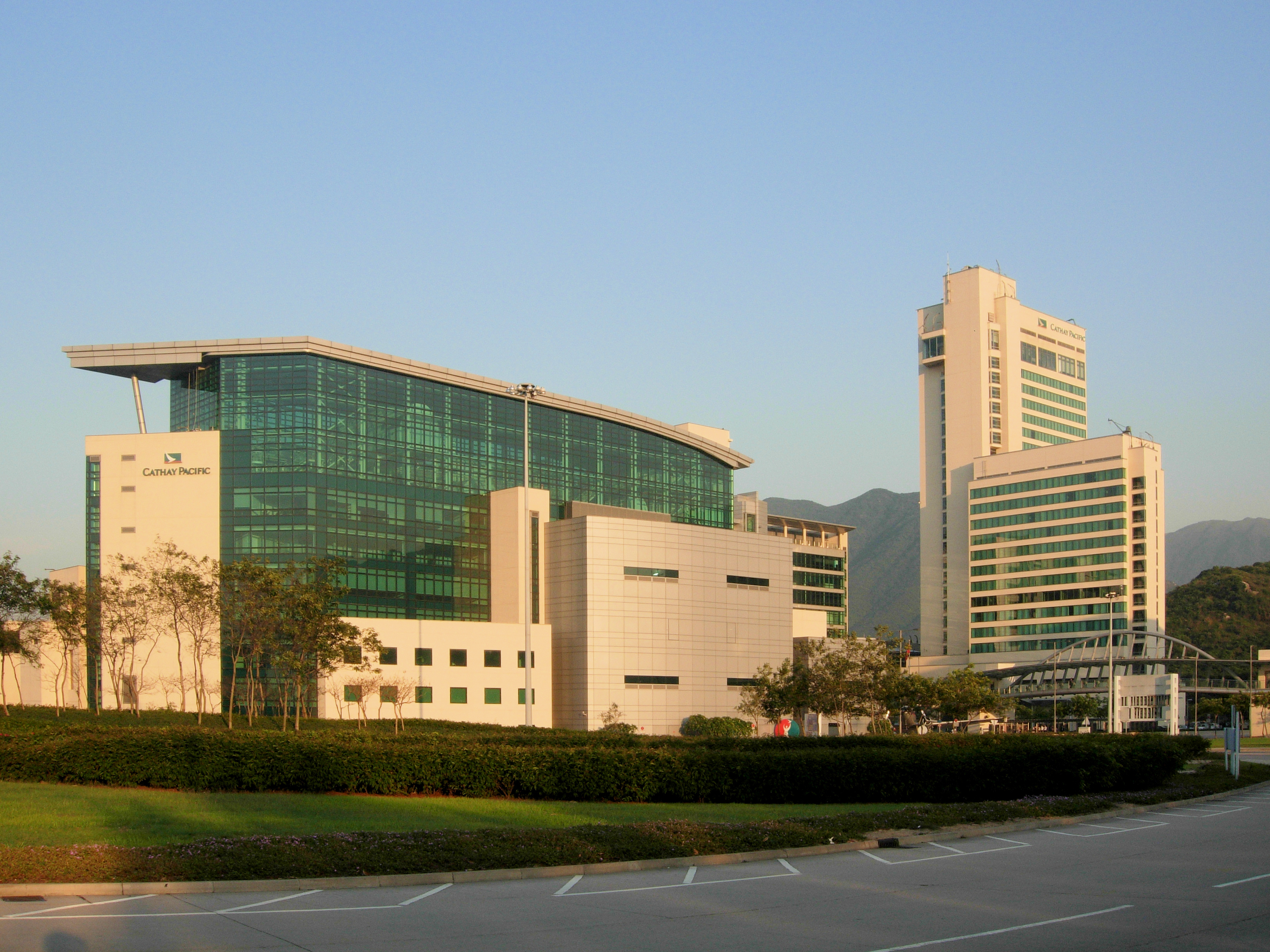
Cathay City - Het hoofdkantoor van Cathay Pacific

Cathay Pacific Limited (Traditioneel Chinees: 國泰航空公司, Vereenvoudigd Chinees: 国泰航空公司, pinyin: Guótài Hángkōng Gōngsī; afgekort: 國泰/国泰) is een Aziatische luchtvaartmaatschappij gevestigd in Hongkong. De thuishaven is Hong Kong International Airport, wat ook wel bekendstaat onder de naam Chek Lap Kok Airport. 

## Activiteiten
De luchtvaartmaatschappij opereert met een vloot van 180 passagier- en vrachttoestellen naar 88 bestemmingen in 2024. Cathay Pacific is volledig eigenaar van HK Express, een lagekostenluchtvaartmaatschappij, met 41 vliegtuigen per jaareinde 2024. Air Hong Kong is de luchtvrachtmaatschappij met 15 toestellen per 31 december 2024. Bij het bedrijf werkten 30.000 mensen in 2024 en de aandelen staan genoteerd op de Hong Kong Stock Exchange. 
Het heeft tevens twee minderheidsbelangen, een aandelenbelang van 15,09% in Air China en een belang van 21,36% in Air China Cargo. Beide maatschappijen zijn in de Volksrepubliek China actief.

### Prijzen
Cathay Pacific werd in 2003 en 2005 uitgeroepen tot de World's Best Overall Airline door Skytrax. De maatschappij kreeg ook prijzen voor 'Best First Class', Best First Class Lounge (Hongkong), en Best Business Class Lounge (Hongkong) door Skytrax. Verder heeft Air Transport World (ATW) Cathay Pacific uitgeroepen tot 'Airline of the Year 2006'. Ook kreeg Cathay Pacific de prijs voor Airline of the Year 2006 van OAG. In 2009 werd Cathay Pacific uitgeroepen tot Airline of the Year 2009 door Skytrax. In 2013 kreeg Cathay Pacific de onderscheiding voor 'The World's Best Cabin Staff'. In 2014 werd Cathay Pacific weer benoemd tot de beste airline van de wereld. Het is de vierde keer dat de luchtvaartmaatschappij de Skytrax award voor 'Worlds Best Airline' in ontvangst heeft mogen nemen, meer dan welke luchtvaartmaatschappij dan ook.

## Geschiedenis
De luchtvaartmaatschappij werd op 24 september 1946 opgericht in Shanghai door de Australische piloot Sydney H. de Kantzow en de voormalig US Air Force piloot Roy C. Farrell voor het symbolische bedrag van 1 HongKong-Dollar.
In december 2004 kocht Cathay Pacific een belang van 10% in Air China dat toen deels geprivatiseerd werd. In 2006 nam Cathay Pacific Dragonair over voor $1,1 miljard om meer bestemmingen op het Chinese vasteland te krijgen. Dragonair werd in 2017 hernoemd tot Cathay Dragon. Cathay had voor de overname slechts twee Chinese bestemmingen, Peking en Xiamen, vanuit Hongkong en voegt hier 23 bestemmingen van voormalige Dragonair aan toe. Cathay Pacific wil meer Chinese passagiers naar de hub Hongkong krijgen die vandaar verder vliegen naar internationale bestemmingen. Onderdeel van deze transactie was ook dat Cathay Pacific het belang in Air China verdubbelde tot 20% en op zijn beurt kreeg Air China een belang van 17,5% in Cathay Pacific. In 2009 verhoogde Air China het belang in Cathay tot 29,9%.
Op 27 maart 2019 deed Cathay Pacific een bod op HK Express van HK$ 4,93 miljard of US$ 628 miljoen. Op dat moment telde de vloot van HK Express 23 Airbus A320 vliegtuigen die op 25 routes van en naar Hongkong vlogen. On 19 juli 2019 werd de overname afgerond. HK Express is een volle dochter van Cathay Pacific geworden, maar blijft als zelfstandige maatschappij de vluchten uitvoeren.

## Vloot

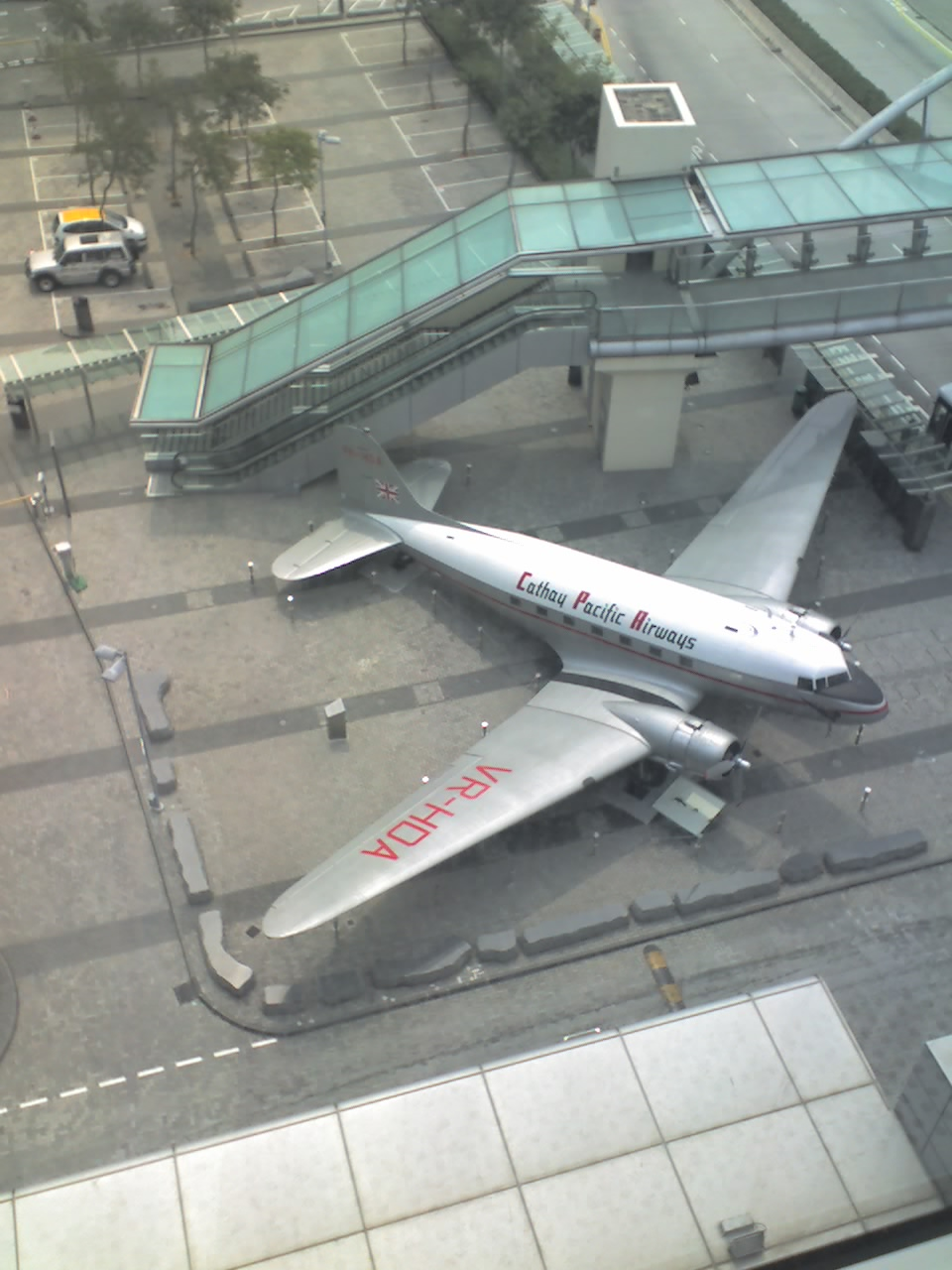
Douglas DC-3 Cathay Pacific "Nikki"

### Passagiersvloot
Cathay Pacific is een van de weinige luchtvaartmaatschappijen in de wereld die met enkel  widebodyverkeersvliegtuigen vliegt.
De passagiersvloot van Cathay Pacific bestaat anno 2023 uit de volgende toestellen:
| Vliegtuig        | In dienst | Bestellingen | Passagiers | Passagiers | Passagiers | Passagiers | Passagiers | Opmerkingen                                |
| Vliegtuig        | In dienst | Bestellingen | F          | J          | W          | Y          | Totaal     | Opmerkingen                                |
| ---------------- | --------- | ------------ | ---------- | ---------- | ---------- | ---------- | ---------- | ------------------------------------------ |
| Airbus A330-300  | 41        | 0            | —          | 39         | 21         | 191        | 251        |                                            |
| Airbus A350-900  | 30        | 5            | —          | 38         | 28         | 214        | 280        | Vervangt Boeing 777-200 en Airbus A340-300 |
| Airbus A350-1000 | 0         | 1            | TBA        | TBA        | TBA        | TBA        | TBA        | Vervangt Boeing 777-300                    |
| Boeing 777-300ER | 65        | —            | —          | 40         | 32         | 268        | 340        |                                            |
| Boeing 777-300ER | 65        | —            | 6          | 53         | 34         | 182        | 275        |                                            |
| Airbus A321neo   | 16        |              | /          | 12         | /          | 190        | /          | Nieuwste type van vloot                    |
| Totaal           | 124       | 6            |            |            |            |            |            |                                            |

### Vrachtvloot
| Vliegtuig         | In dienst | Bestellingen |
| ----------------- | --------- | ------------ |
| Boeing 747-400ERF | 6         | —            |
| Boeing 747-400F   | 2         | —            |
| Boeing 747-8F     | 14        | —            |
| Totaal            | 22        | 0            |

Cathay Pacific was de eerste luchtvaartmaatschappij die de Boeing 747-400BCF (Boeing Converted Freighter) in gebruik nam.